# Rhectosemia excisalis
Rhectosemia excisalis is een vlinder uit de familie van de grasmotten (Crambidae), uit de onderfamilie van de Spilomelinae. De wetenschappelijke naam van deze soort is voor het eerst gepubliceerd in 1900 door Pieter Snellen.
De soort komt voor in Argentinië.